# Lago de Lecco
O Lago de Lecco, é na realidade o braço Sudeste do Lago de Como que banha a comuna italiana de Lecco na província de Lecco, e na região da Lombardia.
É neste braço que se encontra a cidade de Lecco, e no cruzamento deste braço com o braço de Sudoeste, a parte Sudoeste do lago de Como, que se encontra em Bellagio.